# グローライトテトラ
グローライトテトラ（学名Hemigrammus erythrozonus）は、カラシン目カラシン科に分類される魚類の一種。南米ギアナのエセキボ川原産。

## 形態
成魚の体長は約3cm。やや黒みがかった半透明の体に、尾びれ付け根から頭部にかけてオレンジ色のラインが1本入っている。

## 飼育
ネオンテトラ同様飼育が容易で、人工飼料でもよく育ち、さらには穏和なため他魚とのコミュニティが容易であることから淡水熱帯魚の入門には最適な種の一つで繁殖も容易。東南アジアを中心に養殖されており、廉価で入手可能である。pHは6.0から7.5の間で、弱酸性の6.8が最適。水温は22度から28度の間、25度が最適とされる。